# Robert Walser
Robert Otto Walser (Biel, 15 april 1878 – Herisau, 25 december 1956) was een Duitstalige Zwitserse schrijver.

## Leven en werk

### 1878–1897
Walser werd als een na jongste geboren in een kinderrijke familie. Hij bezocht de vooropleiding voor het gymnasium, maar werd, ondanks zeer goede prestaties, al op zijn veertiende van school gehaald omdat het slecht ging met de winkel van zijn vader, een boekbinder en lijstenmaker. Van 1892 tot 1895 werd hij in de leer gedaan bij een bank in Biel. Hij raakte al vroeg enthousiast voor het theater. In 1894 stierf zijn ernstig depressieve moeder, de oudste dochter Lisa zorgde al jaren voor het gezin. In 1895 verhuisde hij naar Stuttgart, waar zijn één jaar oudere broer woonde, de schilder en boekillustrator Karl Walser. Hij probeerde toneelspeler te worden, maar werd wegens gebrek aan talent afgewezen. In 1897 trok hij te voet terug naar Zürich in Zwitserland. 

### 1898–1913

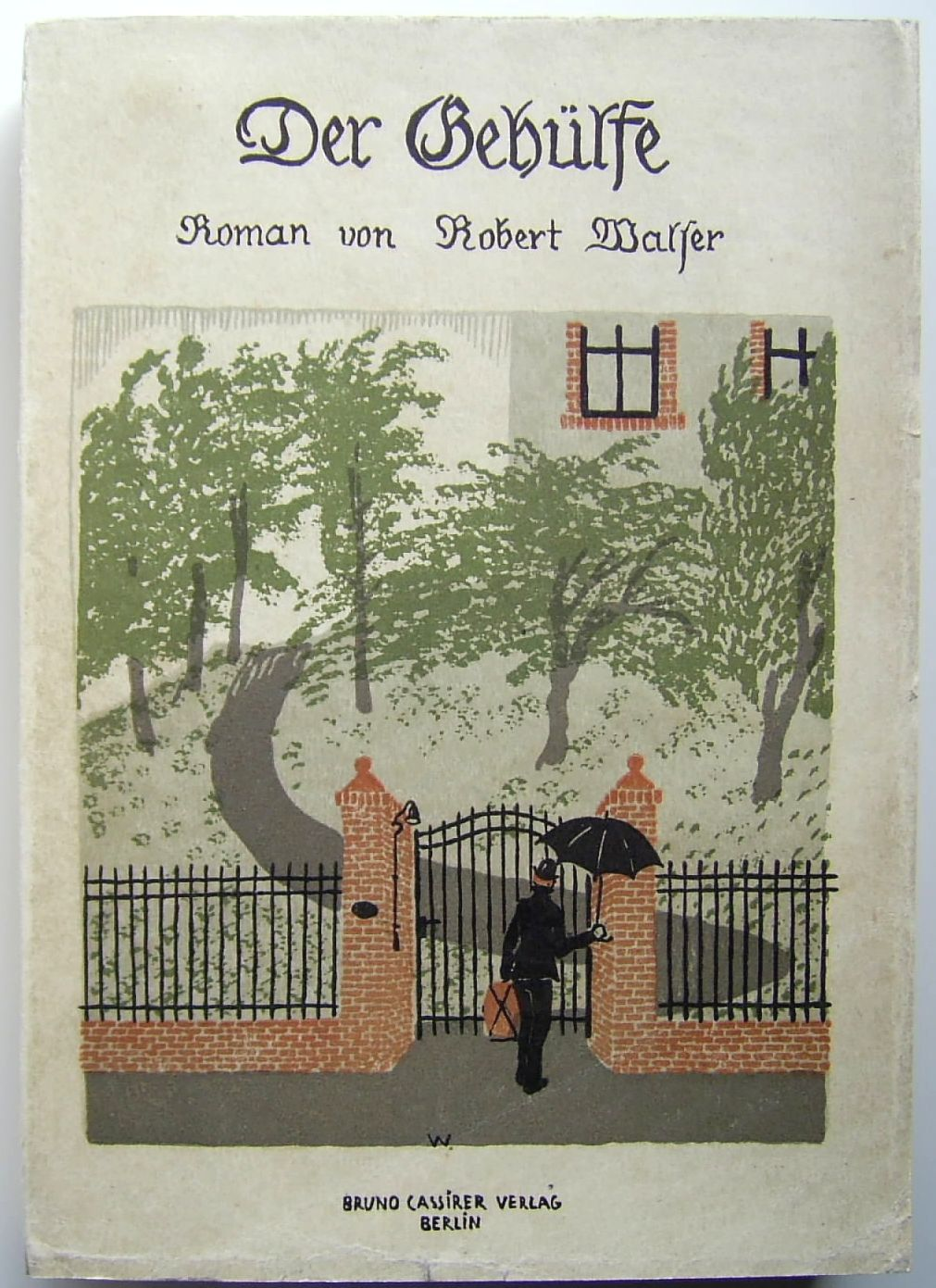
Door broer Karl Walser ontworpen boekomslag van Der Gehülfe, 1e druk 1909

Hij woonde op verschillende adressen in Zürich op kamers, maar ook in Thun, Solothurn, Winterthur, München en bij zijn geliefde zus Lisa in Täuffelen. Hij voorzag als bediende en via uiteenlopende kantoorbaantjes in zijn levensonderhoud. Later werd hij de eerste Duitstalige schrijver die het leven van bediendes en kantoorklerken als een thema opvoerde in zijn werk. 
In 1898 publiceerde Walser zijn eerste gedichten in het Berner dagblad Der Bund. In 1903 rondde hij de rekrutenopleiding af. Hij was vanaf de zomer assistent bij ingenieur en uitvinder Carl Dubler in Wädenswil aan het Zürichermeer, stof voor zijn latere roman Der Gehülfe. In 1904 verscheen zijn eerste boek Fritz Kochers Aufsätze.
In 1905 ging Robert Walser naar Berlijn, waar hij introk bij zijn broer Karl in Charlottenburg. Hij bezocht hier een maandlang een bediendenschool, inspiratiebron voor zijn roman Jakob von Gunten, waarna hij drie maanden als bediende werkte op Slot Dambrau bij Oppeln in Opper-Silezië. Karl, die in Berlijn al enige tijd naam maakte als kunstschilder en decorontwerper, introduceerde Robert in de kringen van literatoren, uitgevers en theatermakers. Bekendheid kreeg hij met zijn hier geschreven romans Geschwister Tanner (1907), Der Gehülfe (1908) en Jakob von Gunten (1909), maar zijn boeken verkochten slecht. Zijn uitgever Bruno Cassirer liet hem vallen, hij kreeg onenigheid met zijn broer en vereenzaamde. Begin 1913 keerde hij totaal gedesillusioneerd naar Zwitserland terug.

### 1913–1928
Na drie maanden verblijf bij zijn zus Lisa in Bellelay betrok hij in zijn geboortestad Biel een zolderkamertje in Hotel Blaues Kreuz. Hier kende hij een bijzonder productieve periode, vooral als schrijver van korte prozastukken en essays voor kranten en tijdschriften, later gebundeld in Kleine Dichtungen (1915), Prosastücke (1917), Kleine Prosa (1917), Poetenleben (1918) en Seeland (1919). Zijn korte werk uit deze periode is sterk impressionistisch. Het beschrijft scherp observerend zowel het zintuiglijke als het zuiver psychische en kenmerkt zich door eenvoud en melancholie. 
Walser, die altijd al een geestdriftige wandelaar was geweest, begon in deze tijd regelmatig lange voettochten te maken. Om de paar jaar moest hij korte tijd zijn militaire dienstplicht vervullen, maar Walser is nooit in actieve militaire dienst geweest. In enkele jaren tijd kreeg hij drie sterfgevallen te verwerken: in 1914 stierf zijn vader, in 1916 stierf zijn broer Ernst aan een psychische ziekte en in 1919 pleegde zijn broer Hermann zelfmoord. In 1920 raakte Walser straatarm en kwam hij in psychische problemen. Hij kon niet meer van zijn pen leven, maar het was zijn eer te na om in Biel werk te zoeken. Daarom verliet hij Hotel Blaues Kreuz. Hij verhuisde begin 1921 naar Bern, waar hij tot 1929 op vijftien verschillende adressen een kamer huurde.
Hier veranderde zijn stijl als schrijver op een vrij radicale wijze. In een sterk verdichte vorm schreef hij vooral zogenoemde ‘microgrammen’ (minutieuze, met potlood geschreven tekstontwerpen) en sterk subjectieve teksten, die gelezen kunnen worden op meerdere abstractieniveaus. Zijn werk lijkt op het eerste gezicht luchtig en soms zelfs oppervlakkig, maar heeft bij goede lezing een voortdurende ondertoon van existentiële angst, een van de redenen waarom hij tegenwoordig tot de ‘modernisten’ wordt gerekend. Bekende werken uit deze periode zijn Die Rose (1925) en Der Räuber (De rover) (1925, uitgegeven in 1972).

### 1929–1956
Eind 1928 kreeg Walser last van ernstige psychiatrische klachten. Hij had angsten, vertoonde psychotische verschijnselen en hoorde stemmen. Begin 1929 werd hij opgenomen in de psychiatrische kliniek Waldau bij Bern. Hij bleef daar nog schrijven en onderhield nog contact met redacteuren. In 1933 werd hij onder dwang overgebracht naar de psychiatrische inrichting te Herisau in Oost-Zwitserland. Hier legde hij de pen definitief neer, omdat hij zich niet meer “vrij” voelde: “Ik ben hier niet om te schrijven, maar om gek te zijn.” Walser verliet de psychiatrische inrichting in Herisau nooit meer, ook niet toen hem dat na verbetering van zijn klachten werd toegestaan. Hij verrichtte zeer consciëntieus zijn dagelijkse patiënttaken, zoals papieren zakken plakken, bonen sorteren, gangen en slaapzalen vegen, etc. Rond het middaguur ging hij even wandelen, op zondag wat langer. Vanaf 1936 tot aan Walsers dood kwam Carl Seelig, journalist, vertaler en steun voor menig kunstenaar, hem soms een dag opzoeken om samen lange wandelingen te maken. Seelig deed hier later verslag van in zijn boek Wanderungen mit Robert Walser. Seelig, die vanaf 1944 Walsers curator was, spande zich ook in om Walsers werk opnieuw uit te geven.
Walser stierf op eerste kerstdag 1956 tijdens een wandeling door de sneeuw aan een hartinfarct. De politiefoto’s die werden gemaakt van de dode wandelaar in de sneeuw doen griezelig sterk denken aan het beeld dat Walser schetste van de dode dichter Sebastian in de sneeuw in zijn eerste roman Geschwister Tanner.

## Waardering
Veel van Walsers werk werd pas na zijn dood geredigeerd en gepubliceerd. De onbekende teksten in het micrografische potloodhandschrift werden pas tussen 1985 en 2000 ontcijferd door Bernhard Echte en Werner Morlang en uitgegeven in zes delen (Aus dem Bleistiftgebiet). De brede waardering voor zijn werk kwam pas laat, jaren na zijn dood. Hoewel grote schrijvers als Robert Musil, Kurt Tucholsky, Franz Kafka, Walter Benjamin en Hermann Hesse al tijdens zijn leven tot zijn bewonderaars behoorden, werd hij uiteindelijk pas vanaf de jaren zeventig gezien als een der grootste modernistische Duitstalige schrijvers van de twintigste eeuw. Walser had grote invloed op latere schrijvers als Martin Walser, Peter Handke en Elfriede Jelinek. Diverse van zijn romans werden verfilmd. 
Het Robert Walser Zentrum te Bern heeft als doel de werken van Robert Walser en zijn curator Carl Seelig te archiveren, te inventariseren, te onderzoeken en voor een breder publiek toegankelijk en bekend te maken. Het herbergt naast het Robert Walser-Archiv een bibliotheek die alle - ook niet-fictionele - teksten van Robert Walser en alle Walser-vertalingen wereldwijd verzamelt. Bovendien zijn er regelmatig wisselende, thematische tentoonstellingen over Walser te zien.   
In Walsers geboortestad Biel werd in 1978 de Stiftung Robert Walser Biel/Bienne opgericht die de Robert Walser-Prijs uitreikt.

## Bibliografie

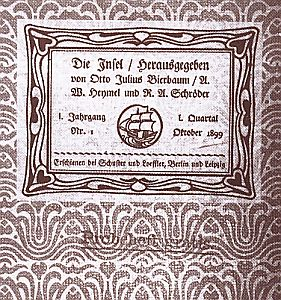
Titelblad van Die Insel, 1899, waarin 4 van Walsers eerste gedichten verschenen

### Verzameld werk 1985-1986
Redactie: Jochen Greven
1. Fritz Kochers Aufsätze, Suhrkamp 1986, ISBN 3-518-37601-2.
2. Geschichten, Suhrkamp 1985, ISBN 3-518-37602-0.
3. Aufsätze, Suhrkamp 1985, ISBN 3-518-37603-9.
4. Kleine Dichtungen, Suhrkamp 1985, ISBN 3-518-37604-7.
5. Der Spaziergang, prozastukken en klein proza, Suhrkamp 1985, ISBN 3-518-37605-5.
6. Poetenleben, Suhrkamp, 1986, ISBN 3-518-37606-3.
7. Seeland, Suhrkamp, 1986, ISBN 3-518-37607-1.
8. Die Rose, Suhrkamp, 1986, ISBN 3-518-37608-X.
9. Geschwister Tanner. roman, Suhrkamp, 1986, ISBN 3-518-37609-8.
10. Der Gehülfe. roman, Suhrkamp, 1985, ISBN 3-518-37610-1.
11. Jakob von Gunten. Ein Tagebuch, roman, Suhrkamp, 1985, ISBN 3-518-37611-X.
12. Der Räuber (1925), roman, Suhrkamp, 1986, ISBN 3-518-37612-8.
13. Die Gedichte, Suhrkamp, 1986, ISBN 3-518-37613-6.
14. Komödie. Märchenspiele und szenische Dichtung, Suhrkamp 1986, ISBN 3-518-37614-4.
15. Bedenkliche Geschichten. Prosa aus der Berliner Zeit 1906-1912, Suhrkamp 1985, ISBN 3-518-37615-2.
16. Träumen. Prosa aus der Bieler Zeit 1913-1920, Suhrkamp 1985, ISBN 3-518-37616-0.
17. Wenn Schwache sich für stark halten. Prosa aus der Berner Zeit 1921-1925, Suhrkamp 1986, ISBN 3-518-37617-9.
18. Zarte Zeilen. Prosa aus der Berner Zeit 1926, Suhrkamp 1986, ISBN 3-518-37618-7.
19. Es war einmal. Prosa aus der Berner Zeit 1927-1928, Suhrkamp 1986, ISBN 3-518-37619-5.
20. Für die Katz. Prosa aus der Berner Zeit 1928-1933, Suhrkamp 1986, ISBN 3-518-37620-9.

### Selecties en later gevonden werk
- Feuer. Unbekannte Prosa und Gedichte. Bernhard Echte (red.), Suhrkamp, 2003
- Der Teich, Szenen, tweetalige uitgave, Zwitsers Duits (origineel uit 1902) en Duits; vert. Händl Klaus en Raphael Urweider, Insel Verlag, Berlin, 2014
- Liebesgeschichten, Volker Michels (red.), Suhrkamp 1978
- Tiefer Winter. Geschichten von der Weihnacht und vom Schneien,  Margrit Gigerl, Livia Knüsel en Reto Sorg (red.). Insel Verlag, Frankfurt am Main, Leipzig 2007
- Lektüre für Minuten. Gedanken aus seinen Büchern und Briefen. Volker Michels (red.), Suhrkamp, 1978
- Das Beste, was ich über Musik zu sagen weiß. red. Roman Brotbeck, Reto Sorg m.m.v. Gelgia Caviezel, Insel Verlag, Berlin 2015

### Microgrammen
Ontcijferd en uitgegeven door Bernhard Echte en Werner Morlang 
1. Aus dem Bleistiftgebiet. Mikrogramme 1924/25, Suhrkamp, 1985
2. Aus dem Bleistiftgebiet. Mikrogramme 1924/25, Suhrkamp, 1985
3. Aus dem Bleistiftgebiet. Räuber-Roman, Felix-Szenen, Suhrkamp, 1986
4. Aus dem Bleistiftgebiet. Mikrogramme 1926/27, Suhrkamp, 1990
5. Aus dem Bleistiftgebiet. Mikrogramme 1925/33, Suhrkamp, 2000
6. Aus dem Bleistiftgebiet. Mikrogramme 1925/33, Suhrkamp, 2000

### Brieven
- Briefe 1897–1920. Lucas Marco Gisi, Reto Sorg, Peter Stocker en Peter Utz (red.) Suhrkamp, Berlin 2018, ISBN 978-3-518-42845-0.
- Briefe 1921–1956. Lucas Marco Gisi, Reto Sorg, Peter Stocker en Peter Utz (red.) Suhrkamp, Berlin 2018, ISBN 978-3-518-42845-0.
- Briefe. Nachwort und Anhang. Lucas Marco Gisi, Reto Sorg, Peter Stocker en Peter Utz (red.) Suhrkamp, Berlin 2018, ISBN 978-3-518-42845-0.

## Nederlandse vertalingen
- Fritz Kocher z'n opstellen, vert. Jeroen Brouwers, Arbeiderspers, Amsterdam 1979
- De kuise nacht en andere liefdesverhalen, vert. Jeroen Brouwers, Arbeiderspers, Amsterdam 1980. Herdrukt als Liefdesverhalen, Atlas, Amsterdam 2007
- Jakob von Gunten, een dagboek, vert. Jeroen Brouwers, Arbeiderspers, Amsterdam 1981
- De bediende (Der Gehülfe), vert. Jeroen Brouwers, Arbeiderspers, Amsterdam, 1987
- De vrouw op het balkon en andere prozastukjes, vert. Machteld Bokhove, Parrèsia, Amsterdam, 2013
- De wandeling (met bibliografie en biografie), vert. Machteld Bokhove, Lebowski, Amsterdam 2015
- Jakob von Gunten, een dagboek, vert. Machteld Bokhove, Lebowski, Amsterdam 2016
- De rover, vert. Machteld Bokhove, Koppernik, Amsterdam 2018
- De Tanners, vert. Machteld Bokhove, Koppernik, Amsterdam 2020
- De bediende, vert. Machteld Bokhove, Koppernik, Amsterdam 2021

## Verfilmingen
- Jakob von Gunten. Regie: Peter Lilienthal, Scenario: Ror Wolf en Peter Lilienthal, 1971.
- Robert Walser (1974–1978). Regie en scenario: HHK Schoenherr.
- Der Gehülfe. Regie: Thomas Koerfer, 1975.
- Der Vormund und sein Dichter. Regie en scenario: Percy Adlon, 1978 (vrije interpretatie van Seeligs Wanderungen mit Robert Walser).
- Waldi. Regie en scenario: Reinhard Kahn, Michael Leiner ( naar het verhaal Der Wald), 1980.
- Institute Benjamenta, or This Dream People Call Human Life. Regie: Stephen Quay en Timothy Quay, (The Quay-Brothers), vrij naar de roman Jakob von Gunten, 1995.
- Branca de Neve. Regie: João César Monteiro, 2000.
- Jakob von Gunten. Filmregie: Georg Bühren, theaterregie: Martin Jürgens, scenario: Martin Jürgens, Petra Moser, Andreas Ramstein, 2001.
- Er, der Hut, sitzt auf ihm, dem Kopf. Robert Walser-Geschichten. Ingelezen door Bruno Ganz. Regie: Walo Deuber, 2006.

## Composities
- Helmut Oehring: Gunten, een muziek-dagboek voor octet en drie acteurs. Libretto: Stefanie Wördemann naar de roman Jacob von Gunten, première oktober 2008 in Gare du Nord Basel.

## Documentaires
- Robert Walser - Ein Poetenleben. Biel 1878 - Herisau 1956. Dokumentaire, Zwitserland, 59, 2003, 10 min., scenario en regie: Ernst Buchmüller,
- Ich stehe immer noch vor der Tür des Lebens. Robert Walser und die Kunst des Unterliegens. Documentaire,  Duitsland, 119 min., 1986, scenario en regie: Peter Hamm, productie: SWF.

## Secundaire literatuur en bronnen
- Jürg Amann, Robert Walser. Eine literarische Biographie in Texten und Bildern, Diogenes, Zürich, 1985/2006, ISBN 978-3-257-06553-4
- A.G.H. Bachrach, G. Stuiveling e.a.: Moderne encyclopedie van de wereldliteratuur. De Haan/De Standaard, Haarlem/Antwerpen, 1980-1984
- Susan Bernofsky, Clairvoyant of the Small. The Life of Robert Walser, 2021. ISBN 0300220642
- Bernhard Echte, Robert Walser. Sein Leben in Bildern und Texten. Suhrkamp, Frankfurt am Main 2008, ISBN  978-3-518-41860-4
- Elio Fröhlich, Peter Hamm (red.), Robert Walser. Leben und Werk in Daten und Bildern. Insel, Frankfurt am Main 1980, ISBN  3-458-31964-6
- Lucas Marco Gisi (red.), Robert Walser-Handbuch. Leben – Werk – Wirkung. Stuttgart, Metzler 2015, ISBN  978-3-476-02418-3
- Jochen Greven, Robert Walser. Figur am Rande in wechselndem Licht. Fischer Taschenbuch, Frankfurt am Main 1992, ISBN  3-596-11378-4
- Jochen Greven, Robert Walser. Ein Aussenseiter wird zum Klassiker. Abenteuer einer Wiederentdeckung, Libelle, Lengwil, 2003
- Wolfram Groddeck, Reto Sorg, Peter Utz, Karl Wagner (red.), Robert Walsers 'Ferne Nähe'. Neue Beiträge zur Forschung. Fink, München 2007
- Katharina Kerr (red.), Über Robert Walser. Suhrkamp, Frankfurt am Main 1979, 3 dln. ISBN  3-518-06983-7
- Robert Mächler, Das Leben Robert Walsers. Suhrkamp, Frankfurt am Main 1976, ISBN  3-518-39986-1
- Catherine Sauvat: Vergessene Welten. Biographie zu Robert Walser. Bruckner und Thünker, Basel/Köln 1993, ISBN  3-905208-01-6
- Diana Schilling, Robert Walser. Rowohlt, Reinbek 2007
- Carl Seelig, Wanderungen mit Robert Walser, Suhrkamp, Frankfurt am Main 1957, 11e druk bezorgd door Lukas Gloor, Reto Sorg en Peter Utz, Suhrkamp, Berlin 2021. ISBN 978-3-518-22521-9
  - Wandelingen met Walser, vertaling Machteld Bokhove, Koppernik, Amsterdam, 2022. ISBN 978-90-8323704-6
- Peter Utz: Tanz auf den Rändern. Robert Walsers „Jetztzeitstil“. Suhrkamp, Frankfurt am Main 1998, ISBN 3-518-40965-4.
- Otto Zinniker: Robert Walser der Poet, Werner Classen Verlag, Zürich 1947